# Repubblica Sovietica del Mar Nero
La Repubblica Sovietica del Mar Nero (in russo: Черноморская Советская Республика) è stato il nome assunto dal territorio costiero georgiano della Repubblica Federale Democratica Transcaucasica sul mar Nero, allorquando questi venne conquistato dai bolscevichi durante la guerra civile russa subito dopo il Trattato di Brest-Litovsk. Successivamente si fuse con la Repubblica Sovietica del Kuban' nella Repubblica Sovietica del Kuban'-Mar Nero, la quale a sua volta si fuse nella Repubblica Sovietica del Caucaso Settentrionale assieme a Repubblica Sovietica del Terek e Repubblica Sovietica di Stavropol'. Partecipò al  conflitto di Soči.